# Норки (село)
Норки — село в Краснокутском районе Саратовской области России.
Основано в 1859 году как немецкая колония Розенфельд.
Население — 622 человек (2010).

## История
Основано в 1859 году выходцами из колоний Сплавнуха (Гукк), Норка, Ключи (Моор). До 1917 года — в составе Нижне-Ерусланской волости Новоузенского уезда Самарской губернии. После 1915 года получила название Норки.
После образования трудовой коммуны (автономной области) немцев Поволжья и до ликвидации АССР немцев Поволжья в 1941 году, село Розенфельд — административный центр Розенфельдского сельского совета Краснокутского кантона.
В голод в Поволжье в селе родилось 50, умерли 134 человека.
В 1927 году постановлением ВЦИК «Об изменениях в административном делении Автономной С.С.Р. Немцев Поволжья и о присвоении немецким селениям прежних наименований, существовавших до 1914 года» селу Норки Красно-Кутского кантона было возвращено название Розенфельд.
В сентябре 1941 года немецкое население было депортировано. После ликвидации АССР немцев Поволжья село, как и другие населённые пункты Краснокутского кантона включено в состав Саратовской области. Впоследствии вновь переименовано в село Норки.

## Физико-географическая характеристика
Село расположено в Низком Заволжье, в пределах Сыртовой равнины, относящейся к Восточно-Европейской равнине, на левом берегу реки Еруслан (левый приток Волги), к югу от Красного Кута. Рельеф — полого-увалистый. Почвы каштановые солонцеватые и солончаковые.
Климат
Климат умеренный континентальный (согласно классификации климатов Кёппена — Dfa). Среднегодовая температура воздуха положительная и составляет + 6,7 °C. Среждняя температура января — 10,3 °С, июля + 23,1 °С. Многолетняя норма осадков — 393 мм. В течение года количество выпадающих осадков распределено относительно равномерно: наименьшее количество осадков выпадает в марте (21 мм), наибольшее — в июне (42 мм).
Часовой пояс
Норки, как и вся Саратовская область, находится в часовой зоне МСК+1. Смещение применяемого времени относительно UTC составляет +4:00.

## Население
Динамика численности населения по годам:
| 1859 | 1889 | 1897 | 1905 | 1910 | 1920 | 1922 | 1926 | 1931 | 1987 | 2002 |
| ---- | ---- | ---- | ---- | ---- | ---- | ---- | ---- | ---- | ---- | ---- |
| 455  | 625  | 773  | 1079 | 1234 | 1248 | 667  | 911  | 1057 | ≈730 | 656  |

| 2002 | 2010 |
| ---- | ---- |
| 656  | ↘622 |

Национальный состав
Согласно результатам переписи 2002 года большинство населения составляли русские (65 %). В 1926 году немцы составляли 98 % населения села (1032 из 1057).